# 隆纳岛

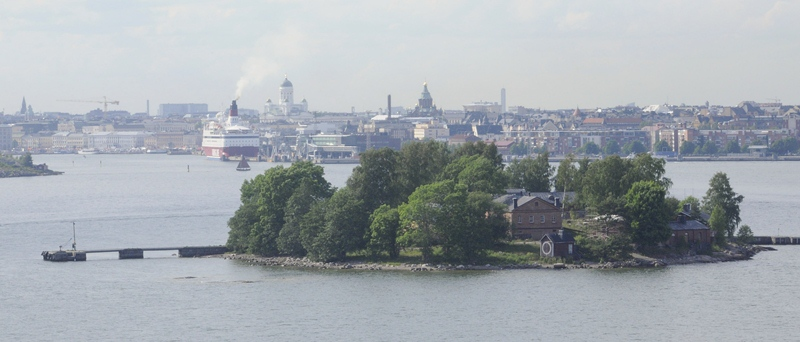
从芬兰堡向集市广场方向眺望隆纳岛

隆纳岛（芬蘭語：Lonna）是芬兰赫尔辛基前方海面上的一个小岛，位于集市广场跟芬兰堡之间。在行政上属于附近芬兰堡市区。隆纳岛长约150米，离海岸大约有1.5公里。

## 历史

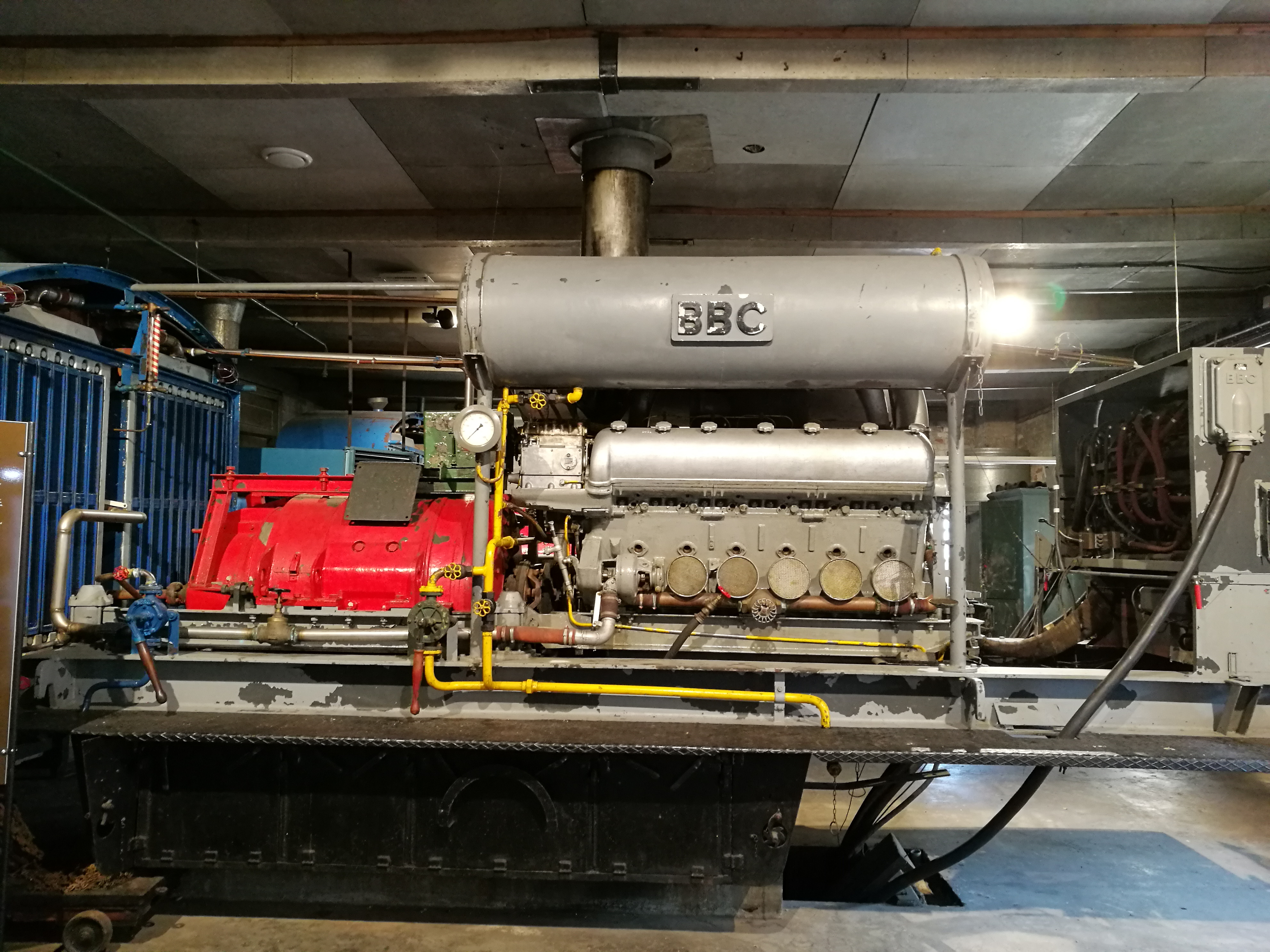
退磁站里的退磁机

在瑞典统治时期，隆纳岛由赫尔辛基市政府所拥有。在芬兰战争中，俄国跟瑞典在岛上就斯维阿堡（即后来的芬兰堡）投降举行过两次谈判。因此，在俄国统治时期此岛的名字为“谈判岛”（neuvottelusaari）。
在战争期间及后来直至1955年岛上设有防磁性水雷的退磁站。退磁方法很简单：在战区行驶的芬兰、德国及其它盟军或中立国的铁质舰体的舰船每月一次开进退磁站里，在舰体周围缠上电线，然后再接上电源，根据舰体的大小处理六至八个小时。这样的话舰体及船上机械的磁性得以消除，水雷就不起作用了。退磁站的两台退磁机及操作台至今仍在原位。其中一台还可以继续操作，而另一台的发动机则在1994年拆除。
岛上还有芬兰堡准尉俱乐部的桑拿房和一些共用的场所。2014年5月隆纳岛开始对公众开放。
由于岛上有还保持原样的地雷库房，曾有计划将现在暂时设在别处的地雷博物馆设在隆纳岛上。但最大的困难是来岛上交通不便。

## 现状
现今在夏季时（5月到9月）有水上巴士前往隆纳岛。岛上有餐馆、咖啡厅、举办活动的场所及公用桑拿等设施。